# Staurotypus salvinii
Staurotypus salvinii là một loài rùa trong họ Kinosternidae. Loài này được Gray mô tả khoa học đầu tiên năm 1864.